# Азиатский маршрут AH12
Азиатский маршрут 12 (AH12) — дорога международной азиатской сети протяженностью 1195 км, проходящая от AH3 в Натый, Лаос, через Муангсай, Луангпхабанг, Вангвьенг, Вьентьян, Нонгкхай, Удонтхани, Кхонкэн, Накхонратчасима и Сарабури до своего слияния с AH1 в районе Нонгкхэ, провинция Сарабури, Таиланд.
Шоссе использовалось с 8 апреля 1994 года. Сумма постройки в 30 миллионов долларов США была оплачена Лаосом и Таиландом, кроме Моста тайско-лаосской дружбы, строительство которого оплачено Австралией в качестве помощи Лаосу.

## Маршрут

### Лаос
- Шоссе 13: Натый-Вьентьян
- Вьентьян-Тханаленг (префектура Вьентьян)
- Мост тайско-лаосской дружбы

### Таиланд
- Шоссе Миттрапхап Нонгкхай-Сарабури
- Шоссе Пхахонйотхин: Сарабури-Хинконг